# Bojana Popović
Bojana Popović, ursprungligen Petrović, född 20 november 1979 i Niš i dåvarande Jugoslavien, är en montenegrinsk handbollstränare och före detta handbollsspelare. Hon är högerhänt och spelade i anfall som mittnia eller vänsternia.' 

## Klubblagskarriär
Bojana Popović började spela handboll i ŽRK Din Niš 1989. Från 1996 till 1998 spelade hon för damlaget Din Niš.  Hon spelade sedan fyra säsonger med ŽRK Budućnost, med vilken hon vann fyra mästerskap och tre cupsegrar.
2002 flyttade Bojana Popović till Slagelse DT, som tränades av Anja Andersen. Med Slagelse vann hon tre EHF Champions League-titlar, tre danska mästerskap, EHF-cupen och en dansk cup under de följande fem åren. Sommaren 2007 flyttade hon till danska klubben Viborg HK, med vilken hon också vann ett antal titlar. 2010 flyttade Popović tillbaka till sitt hemland av privata skäl och spelade där igen för ŽRK Budućnost. Hon avslutade karriären efter säsongen 2011–2012. Hon nominerades flera gånger till titeln Årets bästa handbollsspelare i världen.

## Landslagskarriär
Popović spelade över 100 landskamper för det jugoslaviska och serbisk-montenegrinska landslaget. Hon slutade trea vid VM 2001 i Italien och vann silvermedaljen vid OS i London 2012, där hon representerade Montenegro.  Hon valdes också till All-Star Team vid OS 2012. Bojana Popović blev överraskande uttagen i Montenegros landslagstrupp till OS 2016 i Rio de Janeiro, trots att hon avslutade spelarkarriären fyra år tidigare. Hon spelade tre matcher och gjorde fyra mål.  Hon bar Montenegros flagga vid OS-invigningen den 5 augusti 2016.

## Handbollstränare
Efter att Dragan Adžić hade meddelat sin avgång som förbundskapten efter det montenegrinska landslagets svaga prestationer vid de olympiska spelen 2016, tog Popović över tränarposten som vikarie i slutet av augusti 2016.  Mindre än en månad senare upphävde Adžić sitt beslut och satt kvar på sin post. Popović blev hans assisterande tränare.  Efter en paus tog hon över som assisterande tränare i november 2020. Samma månad blev hon också tränare för ŽRK Budućnost. I slutet av mars 2021 befordrades Popović till förbundskapten för Montenegro. Under hennes ledning vann Budućnost både det montenegrinska mästerskapet och den montenegrinska cupen 2021 och 2022 och Montenegro vann bronsmedaljen vid europamästerskapet i handboll för damer 2022.

## Privatliv
2004 gifte hon sig med den professionella basketspelaren Petar Popović. Den 4 december 2013 födde hon en dotter.